# لوك كيلي
لوك كيلي (بالإنجليزية: Luke Kelly) (و. 1940 – 1984 م) هو مغني، وعازف قيثارة، وممثل، من جمهورية أيرلندا، ولد في دبلن، توفي في دبلن، عن عمر يناهز 44 عاماً.

## وصلات خارجية
- لوك كيلي على موقع IMDb (الإنجليزية)
- لوك كيلي على موقع ميوزك برينز (الإنجليزية)
- لوك كيلي على موقع ديسكوغز (الإنجليزية)